# Arno Steffenhagen
Arno Steffenhagen (Berlin, 1949. szeptember 24. –) nyugatnémet válogatott német labdarúgó, csatár.

## Pályafutása

### Klubcsapatban
1967–68-ban az RFC Alt-Holland, 1968 és 1972 között a Hertha, 1972–73-ban a dél-afrikai Hellenic, 1973 és 1976 között a holland Ajax, 1976 és 1978 között a Hamburger SV labdarúgója volt. Tagja volt az 1976–77-es idényben KEK-győztes hamburgi csapatnak. 1978-ban a St. Pauli csapatában szerepelt. 1978 és 1983 között az észak-amerikai labdarúgóligában (NASL) játszott. 1978 és 1981 között a Chicago Sting, 1983-ban a kanadai Toronto Blizzard, majd a Vancouver Whitecaps játékosa volt. A chicagói csapattal egy bajnoki címet szerzett.

### A válogatottban
1971-ben egy alkalommal szerepelt a nyugatnémet válogatottban.

## Sikerei, díjai
Hamburger SV
- Kupagyőztesek Európa-kupája (KEK)
  - győztes: 1976–77
- UEFA-szuperkupa
  - döntős: 1977

 Chicago Sting
- Észak-amerikai labdarúgóliga (NASL)
  - bajnok: 1981

## Statisztika

### Mérkőzése a nyugatnémet válogatottban
| NSZK | NSZK                | NSZK                           | NSZK  | NSZK     | NSZK     | NSZK       | NSZK  | NSZK    |
| #    | Dátum               | Helyszín                       | Hazai | Eredmény | Vendég   | Kiírás     | Gólok | Esemény |
| ---- | ------------------- | ------------------------------ | ----- | -------- | -------- | ---------- | ----- | ------- |
| 1.   | 1971. szeptember 8. | Hannover, Niedersachsenstadion | NSZK  | 5 – 0    | Mexikó   | barátságos | -     | 64'     |
|      | Összesen            |                                |       | 1        | mérkőzés |            | 0     | gól     |